# Meer is nich
Meer is nich ist ein deutscher Coming-of-Age-Film des Regisseurs Hagen Keller aus dem Jahr 2007. Seine Vorabpremiere erfuhr er am 24. Oktober 2007 bei den Hofer Filmtagen und lief am 27. März 2008 in den deutschen Kinos an.

## Handlung
Die 17-jährige Lena aus Weimar steckt kurz vor ihrem Realschulabschluss in einer tiefen Phase der Selbstfindung und Unentschlossenheit: Sie verweigert sich allem, was sie nicht will, weiß aber auch nicht, was sie wirklich will. Ihr Vater Friedrich, ein gelernter Brückenbauingenieur, hat vor ein paar Jahren seinen Arbeitsplatz verloren. Ihre Mutter Karla – ebenfalls Ingenieurin – hat zwar eine Anstellung, jedoch eine geringer bezahlte als früher. Beide – Mutter und Tochter – leiden unter der Gleichgültigkeit des schweigsamen Vaters, der sich nicht dazu aufraffen kann, sich einen neuen Job zu suchen. Die beklemmende Stille im familiären Heim wird oft nur durch die Fragen Friedrichs an seine Tochter unterbrochen, was sie denn einmal werden will, worauf Lena immer antwortet, dass sie es noch nicht wisse und sie nicht zu irgendetwas gedrängt werden wolle.
Bei einem Konzert sieht Lena eine Schlagzeugerin, die wie wild ihr Instrument bearbeitet. Danach weiß Lena, was sie machen will: Sie will Schlagzeug lernen und spielen. Ihre beiden Freundinnen Alex, Klara und sie wollen schon lange eine Rockband gründen, jedoch kann keine von ihnen ein Instrument spielen. Getragen von ihrem Wunsch, Schlagzeugerin zu werden, mogelt sich Lena auf die Musikhochschule und lernt dort einen Dozenten kennen, der ihr Talent erkennt und sie fördert.

## Kritiken
„Die authentisch gespielte und erzählte Coming-of-Age-Geschichte wird ganz von der charismatischen Hauptdarstellerin getragen. Der Film leidet zwar mitunter am etwas unausgereiften Drehbuch, trifft aber besonders auch auf der Musikspur das Lebensgefühl junger Leute und zeigt hoffnungsvolle Ansätze zu großem Unterhaltungskino mit unaufdringlichem Tiefgang.“

„Eine junge Frau und ihre Sinn- und Sich-Suche: Völlig unglatt, hakig bis zum Geht-nicht-mehr, gut austeilend wie einsteckend. Das kommt atmosphärisch unangestrengt 'rüber, besitzt viel Sympathie-Geschmack, weil die ‚Göre‘ durch die 24-jährige Langfilm-Debütantin Elinor Lüdde prima-spannend-‚unruhig‘ vermittelt wird. Dass sie seit 2003 bei einer Frauenband namens ‚sleazy inc. operated‘ am Schlagzeug mitmischt, kommt ihr natürlich zugute. Ein charismatisches Unruhe-Talent, das an Franka Potente erinnert. Sieht man über die typischen Regie-Erstlingsmacken (gerne) hinweg, bekommt man es hier mit einem ebenso erstaunlich-ungekünstelten wie angenehm-unterhaltsamen deutschen Teenie-Kino der (viel) besseren Art zu tun.“

„Ein Mädchen kämpft um ihre Selbstbestimmtheit. Coming-of-Age-Filme von Regisseuren, die gerade die Filmhochschule beenden, gab es schon viele. Das ist nicht sonderlich erstaunlich, denn gerne schreiben diese Debütanten auch ihr Drehbuch selbst. Die eigene Jugend liegt am nächsten und wirft immer noch die meisten Fragen auf. Auch Hagen Keller ist so ein Überzeugungstäter. MEER IS NICH ist sein Abschlussfilm an der HFF, der Filmhochschule in München, und Keller hat auch das Buch selbst geschrieben. Trotzdem unterscheidet sich sein Debüt auf angenehme Weise von so manch anderen Werken mit ähnlicher Absicht. Das mag daran liegen, dass Hagen Keller nicht mehr ganz so jung ist (Jahrgang 1968), und dass er vor der Filmhochschule bereits als Kellner, Kraftfahrer, Bibliothekar, Heizer, Krankenpfleger, Bauhilfskraft, Zimmermann und Fotograf tätig war. Das kreiert dann doch eine positive Distanz zur eigenen Nabelschau. Keller sieht genau hin. So sieht er, dass auch in den Plattenbausiedlungen der ehemaligen DDR im Sommer die Sonne scheint und er zeigt sie. Blühende Wiesen begegnen dem Zuschauer, Arbeits- und Orientierungslosigkeit gibt es trotzdem. Die Geschichte selbst könnte eigentlich überall in Deutschland spielen. Lena ist 17, fast mit der Schule fertig und alle Welt hält Patentrezepte für sie parat, wie sie ihr weiteres Leben verbringen soll. Doch sie mag sich nicht verplanen lassen, sie mag nicht enden wie ihre Eltern und rebelliert – vorerst mit lauter Musik. (…) Elinor Lüdde hat die Hauptrolle der Lena übernommen. Überzeugend und mit Aufrichtigkeit verkörpert sie die rebellische Schlagzeugerin und wurde dafür als Beste Nachwuchsschauspielerin beim Bayrischen Filmpreis ausgezeichnet. MEER IS NICH besitzt die Eigenwilligkeit und Leichtigkeit, die ein Film übers Erwachsenwerden haben sollte. Er unterhält nicht nur, sondern macht auch Mut, das eigene Leben selbst in die Hand zu nehmen, auch wenn dies natürlich nicht immer einfach ist.“

„‚Meer is nich‘ ist ein Film über die Unentschiedenheit. Mit Darstellerin Elinor Lüdde hat der Film ein überzeugendes Zentrum, ihren Trotz kauft man ihr schon nach wenigen Sekunden ab. Und weil die Darstellerinnen der drei Freundinnen selber zusammen in einer Band namens sleazy.inc.operated spielen, kommt auch die musikalische Seite des Films höchst authentisch daher.“

„Das Langfilm-Debüt von Regisseur Hagen Keller ist ein wirklich gelungener Film über das Erwachsenwerden in Deutschland. Über die Ziellosigkeit, das Sich-nicht-Verbiegenlassen und die Schönheit des Sommers, wenn man das Leben richtig spürt. Unglaublich authentisch zeigt der Kinofilm die Träume und Sehnsüchte der Jugendlichen und ihre Abnabelung von ihren Eltern. Die Sensationsentdeckung dieses Jahres ist eindeutig Elinor Lüdde, die die Rolle der Lena so eindringlich spielt, dass man sich fast in einem Dokumentarfilm glaubt. Ein wunderbarer Film für alle, die sich noch gut an die Kämpfe der Pubertät erinnern können oder diese vielleicht sogar gerade austragen – und für alle Liebhaber von Schlagzeugsoli und Festivals.“

„So authentisch auch Elinor Lüdde in ihrer Rolle […] das Lebensgefühl von 17-Jährigen zu vermitteln vermag, so sehr strengt die spätpubertäre Verweigerungshaltung Lenas auf die Dauer den älteren Zuschauer an. Viel Wut im Bauch und eine Menge Träume im Kopf hatte jeder als heranwachsender Kotzbrocken, das allein ist noch kein hinreichender Stoff für einen Film. Nötig wäre ein Blick in das höchst eigene, individuelle Innere der Protagonistin, der das Besondere im Allgemeinen findet. Diesen lässt Hagen Kellers erster Langfilm jedoch noch vermissen.“

## Auszeichnungen
Elinor Lüdde erhielt beim Bayerischen Filmpreis 2008 für ihre Rolle der Lena eine Auszeichnung als beste Nachwuchsdarstellerin.